# Scribonia
Scribonia (Roma, 70 a.C. – dopo il 16) è stata una nobildonna romana, membro della dinastia giulio-claudia dell'Impero romano in quanto seconda moglie di Ottaviano (il futuro imperatore Augusto), cui diede una figlia, Giulia, nonché bisnonna dell'imperatore Caligola e trisnonna dell'imperatore Nerone.

## Biografia

### Primi due matrimoni
Scribonia era figlia di Lucio Scribonio Libone e di Cornelia Silla; figlia di Pompea Magna e nipote di Gneo Pompeo Magno. Aveva un fratello di nome Lucio Scribonio Libone, che fu console e morì nel 34 a.C.
Si sposò una prima volta, probabilmente con Gneo Cornelio Lentulo Marcellino (console nel 56 a.C.), in quanto esiste un'iscrizione di un liberto (databile a dopo il 39 a.C.) in cui si fa riferimento a Scribonia e a suo figlio Cornelio Marcellino; l'iscrizione testimonia che aveva avuto un figlio dai matrimoni precedenti a quello con Ottaviano e che questo figlio viveva con lei dopo il divorzio col futuro imperatore.
Il secondo marito fu Publio Cornelio Scipione Salvitone, un sostenitore di Pompeo. La coppia ebbe una figlia, Cornelia Scipione, e un figlio, Publio Cornelio Scipione, che fu console nel 16 a.C.

### Matrimonio con Ottaviano
Nel 40 a.C. Scribonia fu obbligata a divorziare dal marito per sposare Ottaviano, figlio adottivo del defunto Giulio Cesare, che era più giovane di lei di alcuni anni. Il matrimonio tra i due, che rese necessario anche il divorzio tra Ottaviano e Clodia Pulcra, servì a saldare un'alleanza politica fra l'erede di Gaio Giulio Cesare e lo zio di Scribonia, Sesto Pompeo.
Il legame con Ottaviano diede come frutto il concepimento di Giulia. Ottaviano divorziò da Scribonia nell'ottobre 39 a.C., nello stesso giorno in cui Scribonia dava alla luce Giulia, e sposò invece Livia Drusilla, della gens Claudia, mentre questa era ancora incinta del secondo figlio del precedente marito, Tiberio Claudio Nerone (pretore 42 a.C.) e tre mesi dopo il matrimonio con Ottaviano partorì un maschio, Druso Maggiore. Le condizioni del divorzio da Scribonia, appena partoriente, e del successivo matrimonio con Livia, una donna incinta di un altro uomo, furono giudicate scandalose e al limite della legalità.
Quando Giulia venne inviata dal padre in esilio nell'isola di Pandataria (Ventotene), con l'accusa di adulterio e tradimento, Scribonia chiese di poterla seguire, ma la richiesta non venne soddisfatta. Scribonia era ancora in vita nel 16, quando tentò di convincere il nipote Marco Scribonio Libone Druso a non suicidarsi ma ad accettare la punizione destinatagli.

## Matrimoni e discendenza
Scribonia ebbe tre mariti: 
- Gneo Cornelio Lentulo Marcellino, politico e militare, console nel 56. Da lui ebbe un figlio: 
  - Cornelio Marcellino
- Publio Cornelio Scipione Salvitone. Da lui ebbe un figlio e una figlia:
  - Publio Cornelio Scipione. Console per l'anno 16, fu esiliato da Ottaviano Augusto con l'accusa di aver commesso incesto con la sorellastra Giulia Maggiore.
  - Cornelia Scipione. Uno dei suoi figli, Lucio Emilio Paolo, sposò Vipsania Giulia minore, una delle figlie di Giulia Maggiore, mentre un altro ne sposò la sorellastra, Vipsania Marcellina, figlia di Marcella, nipote di Ottaviano.
- Gaio Giulio Cesare Ottaviano, futuro imperatore Augusto. Da lui ebbe una figlia: 
  - Giulia maggiore. Si sposò tre volte: col cugino Marco Claudio Marcello, figlio di sua zia Ottavia minore, col generale e braccio destro del padre Marco Vipsanio Agrippa, da cui ebbe tre figli e due figlie, e col futuro imperatore Tiberio, figlio di primo letto dell'ultima moglie del padre Livia Drusilla, da cui ebbe un figlio morto infante.

## Giudizi su Scribonia
Svetonio suggerisce che Augusto divorziò "disgustato dalla sregolatezza dei suoi costumi". I giudizi delle fonti antiche su Scribonia vanno pesati considerando la possibilità di una propaganda vicina ad Augusto volta a giustificarne il divorzio; Seneca la definisce una gravis femina, una "donna dignitosa". Properzio ne loda la maternità, chiamandola "la dolce madre Scribonia" in occasione dell'orazione funebre per Cornelia Scipione (16 a.C.).
Il giudizio degli studiosi moderni è diviso: alcuni la descrivono come "noiosa" e "deprimente", altri la indicano come modello della matrona romana, in quanto possedeva quelle doti di "compostezza" e "calma" che erano necessarie per badare alle personalità depressive e con tendenze suicide della figlia e della nipote.

## Cultura di massa
- Scribonia è uno dei personaggi del romanzo Io, Claudio di Robert Graves, dove appare in occasione della nascita di Giulia e poi del suo esilio. Graves la presenta come una  matrona romana buona, moderata e gentile, alla quale viene proibito di vedere la figlia se non dopo l'esilio, e che viene accusata di infedeltà da Livia, allo scopo di affrettarne il divorzio da Ottaviano. Graves la fa morire almeno due anni prima di quanto sia comunemente ritenuto vero.
- Nel romanzo Augustus, di Allan Massie, Scribonia è raffigurata come brutta, sdentata e grassa; Massie fa risalire la personalità di Giulia maggiore alla madre piuttosto che al padre come altri.
- Scribonia compare con un ruolo di rilievo nel romanzo Caesar's Daughter di Edward Burton, dove è raffigurata come il centro della clientela del marito, che comprende poeti come Orazio e Ovidio, e anche come molto popolare presso il popolo di Roma e rispettata da Ottaviano, malgrado le loro differenze.
- Scribonia, ritratta in una luce estremamente positiva, compare nel romanzo I loved Tiberius di Elisabeth Dored: la madre di Giulia è raffigurata come una donna bella, gentile, sensibile, calorosa, intelligente e attiva, ma vittima della tirannia del marito.
- In Imperium: Augustus, Scribonia viene sposata da Ottaviano per ottenere il denaro necessario a pagare i propri eserciti. Mecenate la descrive come "amabile" e "affascinante", e sua figlia Giulia, leale alla madre, ritiene Ottaviano fonte di tutte le sue disgrazie.
- Scribonia è descritta, anche se fugacemente, in Augustus, di John E. Williams, vincitore del National Book Award. La figlia di Augusto e di Scribonia, Giulia, in esilio a Ventotene, la descrive come una donna energica e dotata di grande forza di volontà, ma verso la quale non riesce a provare affetto, mentre Gaio Mecenate, che organizzò il matrimonio tra Scribonia e Ottaviano, dice di Scribonia che "mi ha sempre dato l'impressione di essere l'epitome della femminilità: gelidamente sospettosa, educatamente irascibile e meticolosamente egoista".
- Nella serie TV Domina (2021), Scribonia è interpretata dalle attrici Bailey Spalding e Christine Bottomley.